# Daniele Cinciarini
Daniele Cinciarini (Cremona, 14 giugno 1983) è un cestista italiano.

## Biografia
È fratello maggiore di Andrea, anch'egli cestista professionista. Anche i suoi genitori, Franco e Cristina, così come il nonno materno, sono stati cestisti. Daniele è nato a Cremona proprio poiché il padre giocava lì.

## Carriera

### Giovanili e club
Cresciuto nel vivaio della Scavolini Pesaro insieme a suo fratello Andrea, all'età di 19 anni approda alla Fulgor Forlì in Serie B d'Eccellenza con cui vince la Coppa Italia di categoria.
L'anno seguente si trasferisce in Legadue al Fabriano Basket, portato dall'ex direttore sportivo di Pesaro Ario Costa e dall'allenatore suo concittadino Stefano Cioppi, che lo aveva già allenato ai tempi delle giovanili pesaresi. La permanenza con i biancoblù marchigiani dura complessivamente tre stagioni, nelle quali Cinciarini mette a referto numeri in costante crescita: 10,0 punti e 0,8 assist nel primo anno (2003-2004), 14,7 punti e 1,0 assist nel secondo (2004-2005) e 18,3 punti e 1,4 assist nel terzo (2005-2006), in cui risulta il miglior marcatore stagionale della squadra. Proprio in quest'ultima stagione gioca in prestito dalla Virtus Roma, che aveva acquisito il suo cartellino da svincolato nell'estate 2005, in seguito all'esclusione e al fallimento della vecchia Victoria Libertas Pesaro.
Le prestazioni in maglia fabrianese gli valgono la chiamata nella massima serie da parte della Virtus Roma, con cui nel 2006-2007 colleziona le prime 17 presenze personali in Serie A, seppur con uno spazio abbastanza limitato nelle rotazioni di coach Jasmin Repeša, con un impiego medio di 6,0 minuti a partita. Con i capitolini debutta anche in Eurolega. Per la stagione 2007-2008 viene dunque ceduto in prestito annuale a un'altra squadra di Serie A, la Pallacanestro Biella, dove trova spazio, facendo registrare una media di 9,1 punti in 20,1 minuti a gara.
Uscito dal contratto con Roma, nel luglio 2008 firma un biennale con la Scandone Avellino, impegnata quell'anno anche in Eurolega. In campionato viene utilizzato da coach Zare Markovski per 17,4 minuti ad incontro, nei quali mette a segno 6,2 punti di media con il 42,9% da tre.
Nel luglio 2009 viene ufficializzato il suo ritorno alla Victoria Libertas Pesaro con un accordo biennale, per iniziare la sua prima vera parentesi in prima squadra con il club della città in cui è cresciuto. Il periodo in biancorosso tuttavia si rivela abbastanza difficile, con 4,6 punti di media in 14,0 minuti nel 2009-2010 e 6,1 punti di media in 16,1 minuti nel 2010-2011 fino alla rescissione consensuale del febbraio 2011.
Contestualmente alla partenza da Pesaro, viene annunciato il suo trasferimento alla Vanoli Cremona. A testimonianza del rapporto controverso con la piazza pesarese, al ritorno da avversario viene fischiato dal pubblico della sua ex squadra. Con la formazione cremonese Cinciarini mette a referto 4,5 punti in 12,1 minuti nella rimanente parte della stagione 2010-2011, ma l'anno seguente i suoi numeri aumentano a 10,3 punti in 21,4 minuti di media.
Nell'estate del 2012 viene ingaggiato dalla Sutor Montegranaro, altro club di Serie A, di cui diventa un punto di riferimento imponendosi come miglior marcatore di squadra con una media di 15,3 punti in 32,3 minuti a partita. L'anno seguente, da capitano, si conferma miglior realizzatore dei gialloblù con 15,4 punti, stessa media del compagno di squadra Josh Mayo.
Il 4 maggio 2014, in occasione della vittoria casalinga contro la Avellino, realizza 38 punti, diventando il primo italiano a raggiungere tale punteggio dal 25 aprile 2004, quando Mario Boni ne segnò 40 in una partita tra Avellino e Teramo. La società marchigiana termina tuttavia il torneo all'ultimo posto, retrocedendo, e in estate, tra problemi economici, scompare dal professionismo.
Il 18 luglio 2014 Cinciarini sottoscrive un accordo annuale con il Pistoia Basket 2000. In Toscana chiude il campionato mantenendosi sopra i 10 punti di media (10,8).
Un anno più tardi si accorda con un contratto biennale con la Juvecaserta, ripescata in Serie A grazie all'auto-retrocessione della Virtus Roma. Con la maglia bianconera si conferma uno dei principali terminali offensivi, facendo registrare una media di 13,0 punti nella prima stagione e 9,4 nella seconda.
Il 24 aprile 2017, raggiunta la matematica salvezza con i campani, diventa un giocatore della Fortitudo Bologna per giocare i play-off della Serie A2 2016-2017, che vedono i felsinei eliminati in semifinale. Nella regular season 2017-2018 ha segnato 12,9 punti di media, saliti a 14,3 nei playoff della stessa annata. Nella Serie A2 2018-2019, i suoi 13,8 punti a partita contribuiscono al raggiungimento del primo posto nel girone Est e quindi alla promozione. Le 21 presenze nella Serie A 2019-2020, interrotta a febbraio a causa della pandemia di COVID-19, rappresentano le sue ultime partite in carriera nella massima serie. In quel torneo Cinciarini registra una media di 5,8 punti in 15,9 minuti a partita.
La sua carriera prosegue al Basket Ravenna in Serie A2, dove resta per due stagioni, realizzando 15,0 punti a partita nella prima e 13,0 nella seconda. Durante questo periodo, il 17 febbraio 2021, nella vittoria in trasferta a Scafati, firma il suo nuovo massimo in carriera tra Serie A e A2 con una prestazione da 40 punti, frutto di un 8/8 ai liberi, 7/10 da due e 6/9 da tre, inclusa la tripla della vittoria.
Il 9 luglio 2022 viene ufficializzato il suo trasferimento alla Pallacanestro Forlì 2.015 sempre in A2, tornando così a vestire il biancorosso nella cittadina dove aveva già giocato vent'anni prima con una società diversa. Anche qui mantiene una media punti superiore ai 10 sia nella prima stagione sia, nonostante abbia compiuto quarant'anni, nella seconda. In entrambe le annate la squadra chiude la regular season al primo posto in classifica, salvo uscire rispettivamente nelle finali e nelle semifinali playoff. Nel luglio 2024 prolunga il suo contratto fino a giugno 2025, mese in cui compie 42 anni.

### Nazionale
Esordisce in nazionale il 4 giugno 2005, convocato da coach Recalcati per l'amichevole contro la Grecia a Fabriano.
Ha fatto parte della squadra che ha disputato le gare di qualificazione agli Europei di Basket 2009.

## Palmarès
- Supercoppa LNP: 1

Fortitudo Bologna: 2018
- Campionato italiano dilettanti: 1

Fortitudo Bologna: 2018-19
- Coppa Italia LNP di Serie A2: 1

Forlì: 2024